# رولف رتشلاگ
رولف رتشلاگ (انگلیسی: Rolf Retschlag؛ زادهٔ ۳ نوامبر ۱۹۴۰) بازیکن فوتبال اهل آلمان است.
از باشگاه‌هایی که در آن بازی کرده‌است می‌توان به باشگاه فوتبال ماگدبورگ ۱ اشاره کرد.